# جو میک
جو میک (انگلیسی: Joe Meek؛ ۵ آوریل ۱۹۲۹ – ۳ فوریهٔ ۱۹۶۷) ترانه‌سرا و تهیه‌کنندهٔ موسیقی اهل بریتانیا بود. او پیشگام سبک پاپ تجربی و از خلاق‌ترین تهیه‌کنندگان موسیقی بین سال‌های ۱۹۵۴ تا ۱۹۶۷ میلادی بود. ابداعاتش در زمینهٔ ضبط صفحه همچون نسخه‌برداری همگام (Overdubbing)، نمونه‌برداری (Sampling) و استفاده از طنین (reverb) بنیادی بود. او ترانهٔ تلستار را برای گروه تورنِیدوز (The Tornados) ساخت و تهیه کرد؛ نخستین ترانهٔ بریتانیایی که به صدر جدول ۱۰۰ آهنگ داغ بیلبورد آمریکا راه یافت و جایزهٔ آیور نوولو را برای جو میک به ارمغان آورد.
توفیق تجاری جو میک در مقام تهیه‌کننده کوتاه و گذرا بود؛ او به مرور در بدهی‌های سنگین و افسردگی عمیق غرق شد و سرانجام سال ۱۹۶۷ با شات‌گان ابتدا زن صاحبخانه و سپس خود را کشت.
مجلهٔ ان‌ام‌ئی در سال ۲۰۱۴جو میک را به‌عنوان برترین تهیه‌کنندهٔ تاریخ موسیقی معرفی کرد.